# Station Six-Sahara
Station Six-Sahara es una película dramática británica-alemana de 1963 dirigida por Seth Holt y protagonizada por Carroll Baker, Peter van Eyck e Ian Bannen. Se trata de una nueva versión de la película alemana S.O.S. Sahara de 1938, que se había basado en una obra de teatro de Jean Martet.

## Argumento
Martin acepta un trabajo y se adentra en el desierto del Sáhara hasta una estación de bombeo en la que trabajará para una compañía petrolera de Estados Unidos. El camión en el que viaja Martin lleva un ataúd que se utiliza para trasladar a un trabajador de la estación de bombeo de petróleo que murió en el trabajo. La persona en el ataúd era el trabajador fallecido al que Martin reemplaza. Martin ha elegido trabajar durante 5 años para la compañía petrolera que pertenece y es operada por un autoritario llamado Kramer. Kramer es conocido como un estadounidense desilusionado que tiene vínculos con Alemania. Martin y Kramer comienzan a enfrentarse cara a cara en muchos dilemas. Hay otros hombres que trabajan junto a Martin. Fletcher es un hombre ruidoso que siempre está bromeando, y el exmayor del ejército Macey es considerado tenso en muchas circunstancias. Otro hombre que trabaja con Martin es un español llamado Santos. Santos es el tipo de hombre que se considera un «adicto al trabajo» y no le gusta nada fuera de meterse con su trabajo.
Hay muchos factores que empiezan a hacer que el trabajo que hacen Martin y los hombres sea muy agotador y espantoso. El calor abrasador, el polvo que seca los ojos y la falta de entretenimiento continúan agotando el sustento de los hombres. El único entretenimiento en la base es el juego de póquer que Kramer organiza por la noche y al que obliga a los hombres a jugar. Algunos trabajadores de la ciudad local también vienen como sirvientes a la estación de extracción de petróleo. Los hombres del campamento a veces contratan algunas prostitutas para que se queden un rato, pero un día las cosas cambian cuando un coche se detiene en la estación. Del coche sale una hermosa mujer llamada Catherine. Catherine se ve atrapada en una situación horrible con su exmarido Jimmy. Jimmy conduce un Cadillac convertible en el que él y Catherine iban a dar una vuelta cuando decide despegar y empezar a conducir con la intención de suicidarse. Mientras ella acelera por el campo de trabajo, él estrella el auto contra una pared. Jimmy sale del coche con heridas muy graves, mientras que Catherine sale ilesa. El atractivo sexual de Catherine hace que los hombres del campamento se esfuercen por llamar su atención. Mientras los hombres continúan babeando por Catherine combinado con el intenso calor, el desastre se avecina en el futuro.

## Reparto
- Carroll Baker como Catherine.
- Peter van Eyck como Kramer.
- Ian Bannen como Fletcher.
- Denholm Elliott como Macey.
- Hansjörg Felmy como Martín.
- Mario Adorf como Santos.
- Biff McGuire como Jimmy.
- Harry Baird como marinero.

## Producción
La película formaba parte de un ambicioso plan de la productora alemana CCC Films para empezar a rodar películas en Londres, que acabó tras sólo dos estrenos.
Seth Holt dijo que el productor ejecutivo Gene Gutowski le asignó el proyecto y dijo: «En realidad era una especie de película sucia, pero había algo en ella que era bastante interesante. Luego me enteré por accidente de que Bryan Forbes había traído originalmente este tema a CCC. Llamó la atención de las películas y había prometido en el pequeño escrito del contrato hacer una temporada al final. Hizo una reescritura en cuatro días. No fue perfecta, pero fue mucho mejor de lo que tenía en primera instancia».
La película fue un intento de Artur Brauner de construir su primera corporación cinematográfica germano-británica continua. En 1962, la película de Brauner, A Dead Seeks His Murderer, también se rodó con Peter van Eyck como actor principal. Brauner decidió dejar esto después de rodar Station Six-Sahara.
Ron Grainer y Jack Stephens trabajaron juntos en la película. Grainer hizo la composición mientras Stephens hacía los diseños del edificio.
Se rodó principalmente en Londres en los estudios Shepperton con algunos trabajos de localización en Libia. Siendo una mujer en Libia, los movimientos de Baker estaban muy restringidos.

## Recepción
La película tuvo un éxito razonable en su estreno tanto en Gran Bretaña como en Alemania.

### Recepción de la crítica
El Lexikon des internationalen Films dice: «No sin habilidad, los recursos estilísticos realistas del director distraen de la inverosimilitud de la aventura en el desierto».
En el Evangelische Film-Beobachter se puede leer lo siguiente: «Estilo realísticamente duro en estilo, la trama es poco creíble y éticamente inútil».
Howard Thompson en The New York Times escribió: «Con el debido respeto al encanto demasiado visible de Carroll Baker como la efímera seductora que arruina una pequeña estación de perforación petrolera, 'Station Six Sahara' estaría mejor sin ella. [...] De hecho, en la primera media hora aproximadamente, hay probabilidades muy reales de que este melodrama británico sea un primer plano cínico y cáustico del aburrimiento del desierto y las pequeñas fricciones. [...] Cuando la señorita Baker aparece en un accidente automovilístico aleatorio, los chicos inmediatamente comienzan a perseguirla. [...] Lo que comienza como una ironía asesina se convierte en una farsa tórrida que difícilmente podría ser menos significativa. La ronroneante señorita Baker parece sentirse como en casa en tierra de nadie, pero también consigue seducir a lo largo de la película».
Uno de los críticos profesionales que reseñaron la película efu Karl Williams, quien en su reseña, afirmó que «el público estadounidense quedó decepcionado» por la falta de escenas de la película en la versión estadounidense, especialmente las «escenas de desnudos de Carroll Baker». Otro crítico profesional que revisó la película fue Derek Winnert, quien escribió que la película tiene un «cóctel agradablemente escabroso y melodramático de sol, mar, sudor y sordidez» y está «hormigueando de tensión». En el artículo de Winnert, también menciona una reseña de una conocida crítica británica llamada Dilys Powell en la que calificó la película como una pieza de «verdadero cine».
El periódico británico The Times también hizo una reseña de la película, escribiendo que se trataba de la «primera película británica con una tensión erótica palpable en la pantalla». El British Film Institute recogió que la película fue muy admirada por Martin Scorsese.